# 斯帕斯克區 (奔薩州)

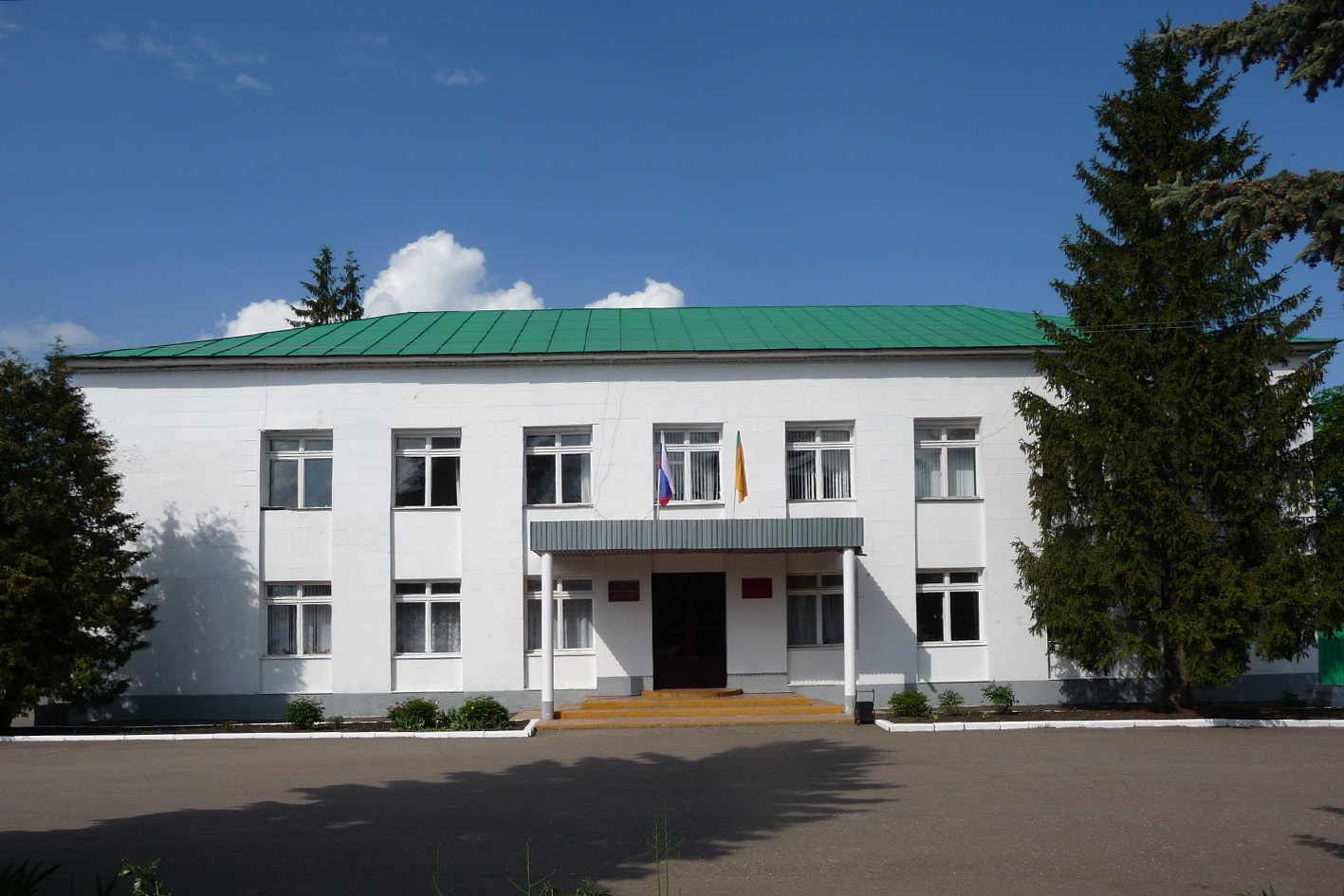

53°56′N 43°11′E / 53.933°N 43.183°E
斯帕斯克區（俄语：Спасский район），是俄羅斯的一個區，位於該國西南部，由奔薩州負責管轄，面積693.3平方公里，2010年該地區人口13,008，人口密度每平方公里18.76人。